# 8ª Sezione SVA
La 8ª Sezione SVA del Servizio Aeronautico del Regio Esercito dal marzo del 1919 vola con aerei Ansaldo S.V.A..

## Storia
Nel marzo del 1919 la 8ª Sezione SVA era inquadrata nel XX Gruppo (poi 20º Gruppo) dotata di Ansaldo S.V.A..
Va a Vienna a supporto della Commissione di armistizio, con la 1ª Squadriglia Caproni.
Esegue diverse missioni a Praga, Pressburg (oggi Bratislava), Budapest e Cracovia per far conoscere lo SVA.
Era comandata dal Capitano Carlo Cesareni che disponeva di altri 9 piloti ed al 20 aprile 1919 era dotata di 7 SVA.
L'unità rientra in Italia nel dicembre 1919 venendo sciolta.